# Dichapetalum geminostellatum
Dichapetalum geminostellatum är en tvåhjärtbladig växtart som beskrevs av F.J. Breteler. Dichapetalum geminostellatum ingår i släktet Dichapetalum och familjen Dichapetalaceae. Inga underarter finns listade i Catalogue of Life.